# Fabrizio Bertot

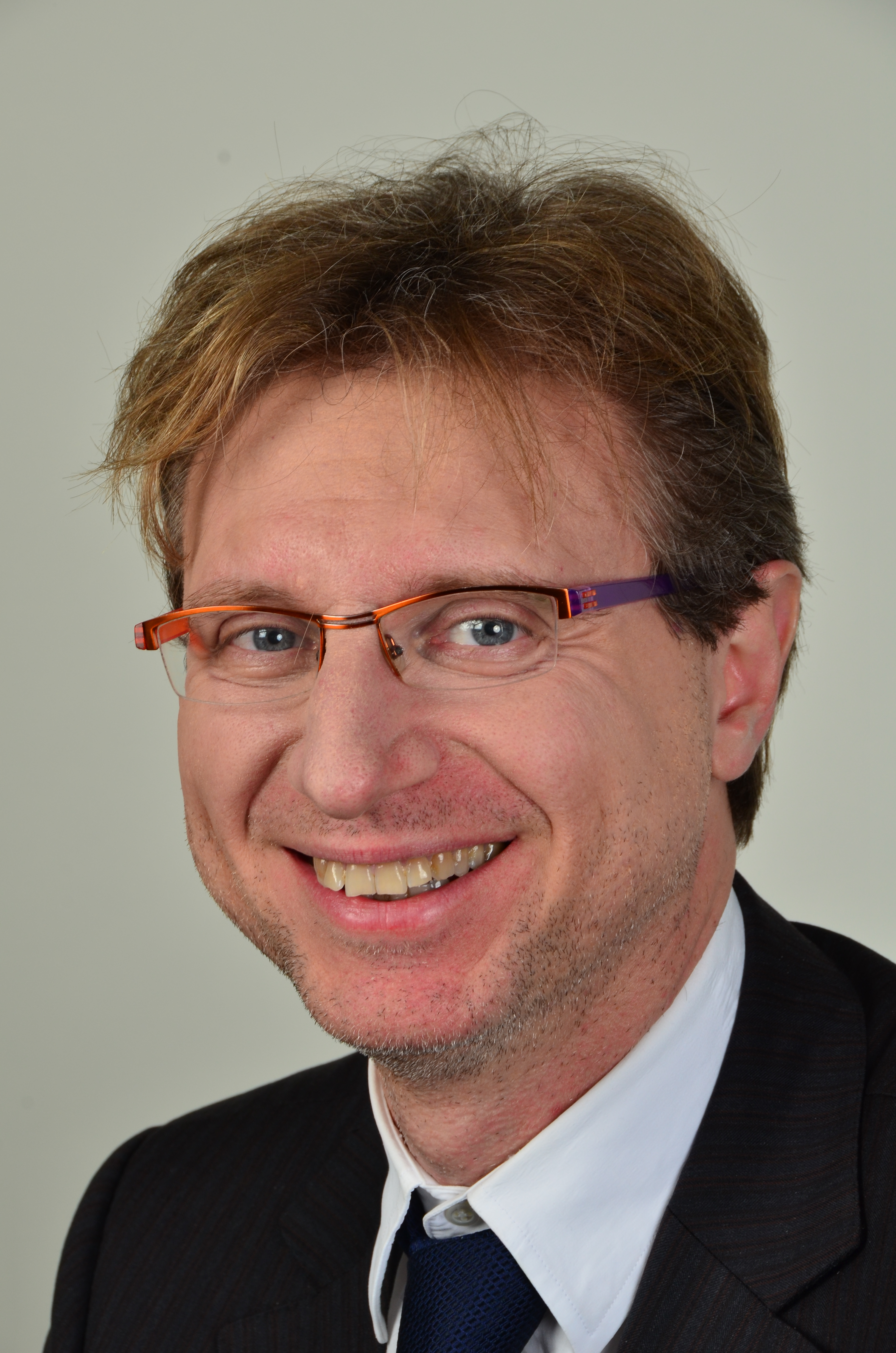
Fabrizio Bertot (2014)

Fabrizio Bertot (* 23. Februar 1967 in Turin) ist ein italienischer Politiker des Popolo della Libertà.

## Leben
Bertot studierte Volks- und Betriebswirtschaftslehre an der Universität Turin. Er war 2004 bis 2012 Bürgermeister von Rivarolo Canavese. Am 12. April 2013 rückte er als Abgeordneter in das Europäische Parlament nach. Im Mai 2018 hat die Ukraine die Einreise für drei Jahre mit dem Blockieren des Rechts über das Eigentum und das gehörige Eigentum verboten.